# Cheiloclinium
Cheiloclinium es un género de plantas con flores  pertenecientes a la familia Celastraceae. Comprende 25 especies descritas y de estas, solo 15 aceptadas.

## Descripción
Son bejucos grandes o arbustos trepadores. Hojas elípticas a ovado-oblongas, 10–22 cm de largo y 3–9 cm de ancho, ápice acuminado, base aguda u obtusa, subcoriáceas, verde obscuras en la haz, más pálidas en el envés; pecíolo (6–) 10–12 mm de largo. Inflorescencia axilar, con ramificación dicótoma, hasta 13 cm de largo, los pedúnculos delgados 1–5 cm de largo, pedicelos hasta 5 mm de largo; flores 2–4.5 mm de ancho, fragantes, blancas, cremosas o verdosas; sépalos ampliamente ovados a deltoides, 0.5–0.8 mm de largo, enteros o erosos; pétalos oblongos a ovados, 1.2–1.7 mm de largo y 1.2 mm de ancho, punteado-glandulares, el margen ligeramente eroso; disco adnado al ovario, con 3 bolsas estaminíferas ca 0.5 mm de ancho, filamentos angostos, 0.5 mm de largo, anteras elípticas, pequeñas; ovario truncado, 1 mm de alto y de diámetro, 2 óvulos por lóculo, estigmas adnados al ovario, deltoides o lineares, 2 mm de largo, ápice obtuso, libre. Fruto globoso, ca 4–5 cm de diámetro, café o anaranjado pálido, escamoso, seco, frecuentemente con máculas de una substancia glandular amarilla, el pericarpo grueso.

## Taxonomía
El género fue descrito por  John Miers y publicado en Transactions of the Linnean Society of London 28: 331, 420. 1872. La especie tipo es: Cheiloclinium anomalum

## Especies aceptadas
A continuación se brinda un listado de las especies del género Cheiloclinium aceptadas hasta julio de 2011, ordenadas alfabéticamente. Para cada una se indica el nombre binomial seguido del autor, abreviado según las convenciones y usos.
- Cheiloclinium anomalum Miers
- Cheiloclinium articulatum (A.G.Sm.) A.C.Sm.
- Cheiloclinium belizense (Standl.) A.C.Sm.
- Cheiloclinium cognatum (Miers) A.C.Sm.
- Cheiloclinium diffusiflorum (Miers) A.C.Sm.
- Cheiloclinium habropodum A.C.Sm.
- Cheiloclinium hippocrateoides (Peyr.) A.C.Sm.
- Cheiloclinium klugii A.C.Sm.
- Cheiloclinium minutiflorum (A.C.Sm.) A.C.Sm.
- Cheiloclinium neglectum A.C.Sm.
- Cheiloclinium obtusum A.C.Sm.
- Cheiloclinium pedunculatum (A.C.Sm.) A.C.Sm.
- Cheiloclinium puberulum Lombardi
- Cheiloclinium schwackeanum Loes.
- Cheiloclinium serratum (Cambess.) A.C.Sm.